# Prostitutionsvertrag
Ein Prostitutionsvertrag ist ein Dienstleistungsvertrag über das Erbringen einer sexuellen Handlung.

## Deutschland

### Allgemeines
Während des 20. Jahrhunderts galt der Prostitutionsvertrag in Deutschland nach allgemeiner Auffassung als sittenwidrig (§ 138 Abs. 1 BGB) und damit als nichtig. Dies hatte zur Folge, dass die Prostituierte auch nach erfüllter Handlung keinen Anspruch gegen den Kunden („Freier“) auf das Entgelt hatte. Um eine Entlohnung sicherzustellen, wurde daher in der Regel Vorauszahlung vereinbart; eine Rückforderung war in diesem Fall gemäß § 817 Satz 2 BGB ausgeschlossen.
Zum 1. Januar 2002 trat das Prostitutionsgesetz (ProstG) in Kraft, mit dem die rechtliche und soziale Situation der Prostituierten verbessert werden sollte. Das Gesetz stellte die Rechtswirksamkeit der Entgeltforderung fest. Ob Prostitutionsverträge weiterhin sittenwidrig sind, ist jedoch umstritten.

### Verhältnis zwischen Kunden und Prostituierten
Bei dem Dienstvertrag zwischen Kunden und Prostituierten handelt es sich um ein einseitig verpflichtendes Vertragsverhältnis. Der Kunde hat keinen Anspruch auf die Leistung. Ist die Leistung erbracht worden, hat die Prostituierte Anspruch auf das vorher vereinbarte Entgelt. Eine Einrede gegen den Entgeltanspruch ist nur möglich, wenn die Leistung nicht erbracht wurde, hingegen nicht bei einer Schlechterfüllung.

### Verhältnis zwischen Bordellbetreiber und Prostituierten
Das Dauerschuldverhältnis zwischen Bordellbetreiber und Prostituierten ist ein gemäß § 1 Satz 2 ProstG wirksamer Arbeits- bzw. Dienstvertrag. Vertragsgegenstand ist das Sichbereithalten der Prostituierten für die Erbringungen sexueller Handlungen. Auch dieser Vertrag ist, so die herrschende Meinung, nur einseitig verpflichtend. Möglichkeiten zur Einrede gegen die Entgeltforderung bestehen gemäß § 2 Satz 2 ProstG nur dann, wenn sich die Prostituierte nicht für die vereinbarte Zeitdauer bereitgehalten hat. Keine Einrede ist dagegen möglich, wenn es die Prostituierte abgelehnt hat, einem Kunden sexuelle Handlungen zu erbringen. Bei der Auswahl der Kunden und dem Angebot der Sexualpraktiken hat der Bordellbetreiber kein Weisungsrecht. Dagegen steht ihm ein Weisungsrecht in Bezug auf Ort und Zeitraum des Sichbereithaltens zu.
Anteile von Escort-Services und Agenturen können sich auf bis zu 60 % des Lohnes belaufen. Agenturen üben meist keinen Zwang auf ihre Prostituierten aus, da sie „sich auf die Konkurrenz unter den Mädchen“ verlassen können. Die Konkurrenz kann dazu führen, dass Prostituierte auch von ihnen abgelehnte Sexualpraktiken anbieten und dadurch auch für die Agenturen lukrativer werden.

### Sozialversicherungspflicht
Das Prostitutionsgesetz sieht die Möglichkeit der angestellten und dann sozialversicherungspflichtigen Tätigkeit von Prostituierten vor, und damit die Pflicht für Bordellbetreiber und entsprechende Agenturen, den Arbeitgeberanteil der Sozialabgaben abzuführen. Faktisch wird dies dadurch aufgehoben, dass nur etwa 1 % der Prostituierten entsprechend eingestellt sind. Es ist durchaus üblich, dass in Verträgen des Rotlichtmilieus ausdrücklich geregelt wird, dass es sich zwar um keine Anstellung im arbeitsrechtlichen Sinne handele, obwohl eine exklusive Tätigkeit nur für ein Unternehmen vereinbart wird, die Sozialversicherungspflichten und die Versteuerung daher nicht den Unternehmen oblägen. Diese Umgehungsversuche oder Versuche, die entsprechenden Verpflichtungen im Rahmen einer Scheinselbstständigkeit auf die Prostituierten abzuwälzen, gelten als großes Problem bei der beabsichtigten Verbesserung der sozialrechtlichen Stellung der Prostituierten.

## Österreich
In Österreich gelten Prostitutionsverträge gemäß § 879 ABGB grundsätzlich als sittenwidrig und damit nichtig. Durch Urteil des Obersten Gerichtshofs (OGH) vom 18. April 2012 (Az. 3 Ob 45/12g) sind sie nicht prinzipiell sittenwidrig, so begründet etwa die vereinbarungsgemäß erbrachte sexuelle Handlung gegen zuvor vereinbartes Entgelt eine klagbare Entgeltforderung. Zahlreiche weitere Rahmenbedingungen sind denen in Deutschland ähnlich.

## Schweiz
Nach herrschender Lehre und höchstrichterlicher Rechtsprechung ist Prostitution seit 2021 nicht mehr sittenwidrig und die Vertragserfüllung daher einklagbar. Ein Richter in Horgen urteilte bereits 2013, dass Prostitution im Grossraum Zürich heutzutage nicht mehr sittenwidrig sei und zumindest die Geldforderung erfüllt werden muss.